# مسار أحدوبي قمعي

المسار الأحدوبي القمعي ظاهر باللون الأزرق الغامق، ويربط تحت المهاد بالغدة النخامية.

المسار الأحدوبي القمعي (بالإنجليزية: Tuberoinfundibular pathway) هو مسار دوباميني الفعل يربط بين النواة القوسية (المعروفة كذلك باسم النواة الوطائية القمعية) في المنطقة الأحدوبية من تحت المهاد والبارزة الناصفة. وهو أحد المسارات الدوبامينية الكبرى في الدماغ. تحرير الدوبامين في هذا الموقع يمنع إفراز البرولاكتين من الغدة النخامية الأمامية المفرزة للبرولاكتين عبر الارتباط بالمستقبلات D2.
تثبط بعض العقاقير المضادة للذهان المسار الأحدوبي القمعي، ويمكن لهذا الأمرالتسبب في زيادة البرولاكتين في الدم (فرط برولاكتين الدم).

## مسارات دوبامينية أخرى
- مسار وسطي طرفي
- مسار وسطي قشري
- مسار سوداوي مخططي